# Сафронков Володимир Карпович
Володимир Карпович Сафронков (нар. 29 березня 1964) — російський дипломат, Заступник постійного представника Російської Федерації при Організації Об'єднаних Націй і в Раді безпеки ООН з політичних питань. Став всесвітньо скальндально відомим завдяки своєму безпрецентниму недипломатичниму та хамському випаду у бік представника Великої Британії в ООН під час своєї офіційної промови на засіданні Ради Безпеки ООН 12 квітня 2017.

## Біографія
Ніяких відкритих даних про походження, сім'ю, навчання, життєвий шлях або кар'єру — у російських джерелах немає. «Газета.Ru», посилаючись на неназваних «обізнаних» в біографії Сафронкова повідомила, що він походить «з простої сім'ї» і завжди пишався тим, що потрапив в МЗС не по блату, а завдяки «здібностям». «Газета.Ru» також наголосила, що у базі даних-списку випускників МДІМВ МЗС Росії його немає.
Вже у форс-мажорних обставинах, які склалися після скандального виступу Сафронкова в ООН, газета «Говорит Москва», без ніяких уточнень та конкретики, повідомила, що він нибито «закінчив» Московський державний інститут міжнародних відносин. 
Деякі політичні оглядачі, як, наприклад, український політолог та політик Тарас Чорновіл, вважають найбільш імовірним, що Сафронков походить з російських спецслужб і відряджений до МЗС РФ у 1990 році відразу на його нинішню посаду. Така практика прикомандирувань офіцерів КДБ (ФСБ, СБУ і т. п.) в цивільні міністерства була дуже поширена в СРСР і на пострадянському просторі.
- За офіційними даними — «володіє англійською, французькою та арабською мовами».

## Служба
У 1990 році вступив до роботи в Міністерстві закордонних справ Російської Федерації. Має дипломатичний ранг — Надзвичайний і Повноважний посланник 2 класу. Кілька раз виконував обов'язки представника Російської Федерації в Раді безпеки ООН. У своїй доповіді 7 квітня 2017 виступив з критикою американського удару по сирійській авіабазі і звинуватив США в «підтримці терористів». Наклав вето на запропонований США, Великою Британією і Францією проект резолюції по хімічним атакам проти цивільного населення режиму Асада в Сирії.

## Скандальна промова
12 квітня 2017 на засіданні Ради Безпеки ООН, у відповідь на звинувачченя британського представника Метью Рікрофта Росії у «зловживанні правом вето, підтримці режиму Асада та застосування ним хімічної зброї», та «втраті довіри» Москвою, Сафронков зробив безпрецедентний агресивний та хамський персональний випад у бік Рікрофта:
|  | Вся справа в тому, …що ви злякалися, сон втратили, що ми будемо співпрацювати зі Сполученими Штатами. Ви цього боїтеся… Всі робите для того, щоб ця взаємодія була підірвана… Саме тому ти сьогодні нічого не сказав про політичний процес. Ти сьогодні говорив не по порядку денному засідання, ображав Сирію, Іран, Туреччину, інші держави! Подивися на мене, очі не відводь, що ти очі відводиш? … Не смій ображати Росію більше! |

Після цього, відео з виступу Сафронкова протягом доби стало одним з хітів в соціальних мережах, а сам російський дипломат негайно перетворився на зірку YouTube.

## Оцінки і відгуки
- Ірина Геращенко, українська журналістка і державний діяч:Замість Чуркіна в ООН РФ делегувала чувирло.[7]
- Сергій Кислиця, український дипломат:Російський тромбоз у РБ ООН ускладнився хамським "тиканням" на адресу Посла її Величності Королеви Великої Британії[8]
- Олег Бєлоколос, український дипломат:Те, що ми побачили, виходить за межі протоколу і звичайного людського спілкування. Сафронков перейшов на особистості й говорив по-хамськи. ООН різне бачила. Микита Хрущов свого часу стукав черевиком по столу і представника Індонезії називав американським холуєм. …Я думаю, що Сафронков теж увійде в історію ООН назавжди, як і Хрущов із черевиком.[9]
- Ігор Яковенко, російський політик і публіцист:Сафронков, мабуть, позначив якийсь новий рубіж істеричного хамства і гопницької риторики, на якому російської дипломатії тепер, мабуть, слід закріпитися.[6]
- Ендрю Рот, кореспондент «Вашингтон пост»:У мемах Сафронкова швидко порівняли з бандитськіми російськіми ділками «гопниками», які люблять спортивні костюми Adidas, насіння соняшника і сидять на корточках на вуличних кутах.[10]
- Тарас Чорновіл, український політик, політолог:«Рашен-рибентропен-дипломато» [3]

## Офіційна позиція Москви
- Дмитро Песков, прес-секретар Путіна:Нічого образливого сказано не було… краще відстоювати інтереси нашої батьківщини… досить жорстко[11]
- Сергій Рябков, заступник міністра ЗС РФ:Сафронков сказав рівно те, що було потрібно в цій ситуації… цим превосходительствам все як об стінку горох, хоч кіл на голові теши. Є ще прислів'я — про очі і росу[12]… Примітив і хамство — це те, що дуже властиво нинішній риториці Вашингтона.[13]

## Виноски
1. ↑  Газета.Ru: «На этом же языке говорят первые лица»
2. ↑  «Говорит Москва» впервые публикует биографию дипломата Сафронкова. Архів оригіналу за 7 липня 2017. Процитовано 14 квітня 2017. [Архівовано 2017-07-07 у Wayback Machine.]
3. 1 2  Тарас Чорновіл: Нахамивший в ООН Сафронков мог быть прикомандирован ФСБ [Архівовано 2017-04-15 у Wayback Machine.]
4. ↑  УНІАН: Представник Росії в ООН нагрубив британському колезі. + відео
5. ↑  YouTube: 'Look at me when I'm speaking'
6. 1 2  Россия - Британии: глаза-то не отводи!. — «Каспаров.ру»
7. ↑  І. Геращенко: Про зампостпреда РФ в ООН [Архівовано 2017-04-14 у Wayback Machine.]. — Новини України «Західна інформаційна корпорація» (телеканал ZIK)
8. ↑  Російський тромбоз ускладнився "тиканням". — Еспресо TV
9. ↑  Олег Бєлоколос: Представник РФ Сафронков увійде в історію ООН назавжди, як і Хрущов із черевиком. — Gordon.ua
10. ↑  Washington Post: ‘Don’t you look away from me!’: How a Russian diplomat’s tirade broke U.N. tradition. (англ.)
11. ↑  ТАСС: Песков считает обоснованной жесткую риторику зампостпреда РФ при ООН
12. ↑  РИА Новости: МИД ответил Западу на критику в адрес Сафронкова
13. ↑  РИА Новости: Рябков: нынешней риторике США свойственны примитив и хамство.